# Chiliochthonius centralis
Espèce
Chiliochthonius centralis est une espèce de pseudoscorpions de la famille des Chthoniidae.

## Distribution
Cette espèce est endémique de la région de Santiago au Chili,.

## Description
Le mâle holotype mesure 0,886 mm.

## Publication originale
- Vitali-di Castri, 1976 : Deux nouveaux genres de Chthoniidae du Chili: Chiliochthonius et Francochthonius(Arachnida, Pseudoscorpionida). Bulletin du Muséum National d'Histoire Naturelle, Paris, sér. 3, no 236, p. 1277-1291 (texte intégral).